# Les Leçons de la vie
Pour les articles homonymes, voir The Browning Version.
Pour plus de détails, voir Fiche technique et Distribution.
Les Leçons de la vie (The Browning Version) est un film britannique réalisé par Mike Figgis, sorti en 1994. Ce film est le remake d'une précédente adaptation de la même pièce, L'Ombre d'un homme (The Browning Version), réalisée en 1951 par Anthony Asquith.

## Synopsis
Andrew Crocker-Harris est un professeur de latin et de grec ancien, à la fois craint et détesté par ses élèves, qui doit prendre sa retraite anticipée pour raison de santé. Sa femme Laura le méprise et a une liaison avec Frank, un autre professeur. Alors qu'il lit un texte grec, Andrew montre enfin une véritable passion pour son sujet, ce qui lui donne un aperçu du professeur qu'il aurait pu être.

## Fiche technique
- Réalisation : Mike Figgis
- Scénario : Ronald Harwood, d'après la pièce La Version de Browning de Terence Rattigan
- Photographie : Jean-François Robin
- Montage : Hervé Schneid
- Musique : Mark Isham
- Production : Ridley Scott
- Société de production : Percy Main
- Pays de production :  Royaume-Uni
- Langue originale : anglais
- Format : couleur - 2,35:1 - Dolby
- Genre : drame
- Durée : 97 minutes
- Dates de sortie : 
  - France : 8 juin 1994
  - Royaume-Uni : 28 octobre 1994

## Distribution
- Albert Finney : Andrew Crocker-Harris
- Greta Scacchi (VF : Béatrice Agenin) : Laura Crocker-Harris
- Matthew Modine : Frank Hunter
- Julian Sands : Tom Gilbert
- Michael Gambon : Frobisher
- Ben Silverstone : Taplow
- Jim Sturgess : Bryant
- Joseph Beattie : Wilson
- Maryam d'Abo : Diana
- Heathcote Williams : Dr Lake

## Accueil critique
Le film obtient 82 % de critiques positives, avec une note moyenne de 6,6/10 et sur la base de 17 critiques collectées, sur le site Rotten Tomatoes.

## Distinctions
Le film a concouru en compétition officielle au Festival de Cannes 1994 et a été nommé au British Academy Film Award du meilleur scénario adapté 1995.

## Autour du film
Les prises de vues ont été entièrement réalisées en décors naturels, à la Sherborne School de Sherborne et à la Milton Abbey school (en) de Milton Abbas, dans le Dorset, les enfants de la région ont fourni la figuration.